# منتخب جنوب إفريقيا للكريكت للسيدات
منتخب جنوب أفريقيا للكريكت للسيدات (بالإنجليزية: South Africa women's national cricket team)‏ هو ممثل جنوب أفريقيا الرسمي في المنافسات الدولية في الكريكت للسيدات
.